# Harold Davenport
Pour les articles homonymes, voir Davenport.
Harold Davenport, né le 30 octobre 1907 et mort le 9 juin 1969, est un mathématicien britannique célèbre pour son travail en théorie des nombres.

## Éducation
Né dans le village de Huncoat dans le Lancashire, il fait ses études à Accrington et au Trinity Collège de Cambridge. Sa thèse, dirigée par John Edensor Littlewood, porte sur la distribution des résidus quadratiques.

## Recherches
En s'attaquant à la question des distributions, il tombe rapidement sur des problèmes qui sont considérés comme des cas particuliers de ceux qui se posent pour la fonction zêta locale dans le cas de certaines courbes hyperelliptiques telles que :
Y2 = X(X − 1) (X − 2) ... (X − k).
Borner les zéros de la fonction zêta locale permet immédiatement de borner les sommes
{\displaystyle \sum _{x\in \mathbb {Z} /p\mathbb {Z} }\chi \left(x(x-1)(x-2)\ldots (x-k)\right)}
où p est un nombre premier et χ est le symbole de Legendre modulo p.

## Carrière
Il est président de la London Mathematical Society de 1957 à 1959.
Après avoir enseigné à l'université du pays de Galles et à l'University College de Londres, il est titulaire de la chaire Rouse Ball de mathématiques à Cambridge de 1958 jusqu'à sa mort en 1969, des suites d'un cancer des poumons.

## Vie privée
Il se marie à Anne Lofthouse, qu'il a rencontrée en 1944 à l'université. Ils ont deux fils, Richard et James. James Davenport enseigne les technologies de l'information à l'université de Bath.

## Publications
Harold Davenport a publié au moins trois livres
- The Higher Arithmetic: An Introduction to the Theory of Numbers (1952)
- Analytic methods for Diophantine equations and Diophantine inequalities (1962)
- Multiplicative number theory (1967)

et 192 articles.
- The collected works of Harold Davenport (1977) en 4 volumes, édités par Bryan Birch, Heini Halberstam et Claude Rogers.